# Nepolární vazba
Nepolární vazba je typ kovalentní vazby, který vzniká mezi atomy, jejichž rozdíl elektronegativit je menší než 0,4. Nepolární vazba je charakterizována stejnoměrným rozložením hustoty vazebných elektronů.
Příkladem ideální nepolární vazby jsou molekuly složené ze stejných atomů, např. O2, N2, F2, ...